# Hans Josef Wieling
Hans Josef Wieling (* 31. Dezember 1935 in Essen; † 12. Februar 2018 in Trier) war ein deutscher Rechtshistoriker und Jurist. Er war bis 2004 Inhaber eines Lehrstuhls für Bürgerliches Recht, Römisches Recht, Privatrechtsgeschichte der Neuzeit an der Universität Trier.
Wieling studierte 1957 bis 1961 Rechtswissenschaft an der Westfälischen Wilhelms-Universität in Münster. Er war 1961 und 1966 wissenschaftlicher Assistent von Dieter Nörr. 1961 legte er in Hamm das erste, 1966 in Düsseldorf das zweite juristische Staatsexamen ab. Im Folgejahr wirkte er am Institut für Kirchenrecht in Bonn unter Knut Wolfgang Nörr. Im selben Jahr wurde er in Münster promoviert und war bis 1970 wissenschaftlicher Assistent bei Dieter Nörr am Lehrstuhl für Römisches Recht in Münster. Seine weitere Assistentenzeit verbrachte er am Leopold-Wenger-Institut der Ludwig-Maximilians-Universität in München, wo er sich 1971 habilitierte. 1977 trat er seine Professur in Trier an, die er bis zu seiner Emeritierung 2004 innehatte. Seine akademischen Schüler sind Thomas Finkenauer (Tübingen) und Fabian Klinck (Bochum). Er war  als Richter am Oberlandesgericht Koblenz von 1988 bis 2000 tätig. Am 12. Februar 2018 starb Wieling im Alter von 82 Jahren.
Wieling forschte vor allem im Bereich des römischen Rechts, der neueren Privatrechtsgeschichte, des Schuldrechts sowie des Sachenrechts.

## Schriften (Auswahl)
- Sachenrecht, Band 1: Sachen, Besitz und Rechte an beweglichen Sachen, 2. Aufl., Berlin 2006.
- Sachenrecht, 5. Aufl., Berlin 2007.
- Bereicherungsrecht, 4. Aufl., Berlin 2007.
- Die Begründung des Sklavenstatus nach ius gentium und ius civile (= Corpus der römischen Rechtsquellen zur antiken Sklaverei I), Stuttgart 1999.
- Testamentsauslegung im römischen Recht, München 1972 (Habilitationsschrift).
- Interesse und Privatstrafe vom Mittelalter bis zum Bürgerlichen Gesetzbuch, Münster 1967 (Inauguraldissertation).